# Договор о передаче Литовской республике города Вильно и Виленской области и о взаимопомощи между Советским Союзом и Литвой
Договор о передаче Литовской республике города Вильно и Виленской области и о взаимопомощи между Советским Союзом и Литвой (советско-литовский договор о взаимопомощи, лит. Lietuvos-Sovietų Sąjungos savitarpio pagalbos sutartis) — двусторонний договор, подписанный между Советским Союзом и Литвой 10 октября 1939 года. В соответствии с положениями договора Литва получила около одной пятой Виленского края, включая историческую столицу Литвы Вильнюс, на которые претендовала с 1920 года. Взамен Литва обязалась создать пять советских военных баз с 20 000 военнослужащих по всей Литве. По сути, данный договор похож на аналогичные пакты, которые Советский Союз подписал с Эстонией 28 сентября и с Латвией 5 октября. Таким образом советская военная помощь обеспечивала защиту слабой нации от возможных нападений нацистской Германии. Договор предусматривал, что суверенитет Литвы не будет затронут.

## Предыстория

### Довоенные договоры

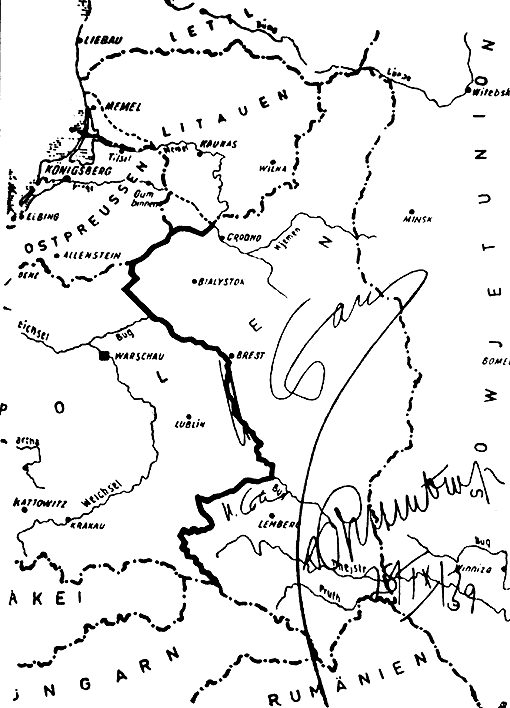
Карта, прилагаемая к договору о дружбе и границе между СССР и Германией, разделяющая Восточную Европу на советскую и германскую сферы влияния.

Литва провозгласила государственную независимость 16 февраля 1918 года. 12 июня 1920 года, после короткой литовско-советской войны, был подписан советско-литовский мирный договор. РСФСР признала независимость Литвы и ее право на Виленский край. Однако этот регион яростно оспаривала Польша, взявшая его под контроль после мятежа Желиговского в октябре 1920 года. Затем он был включен в Республику Центральная Литва, которая была недолгим политическим образованием без международного признания. Регион был передан Польше в 1922 году по Рижскому договору 1921 года после Советско-польской войны, что было закреплено на международном уровне Лигой наций. Литовцы отказались признать польский суверенитет и продолжали предъявлять юридические и моральные права на регион в течение межвоенного периода. Советский Союз поддерживал претензии Литвы против Польши. Он также поддержал действия Литвы в Мемельском крае после Мемельского «восстания», в результате которого немецкий Мемель был захвачен Литвой. Советско-литовский пакт о ненападении был подписан в 1926 году, а затем продлён до 1944 года.
23 августа 1939 года Советский Союз и нацистская Германия подписали пакт Молотова — Риббентропа и разделили Восточную Европу на сферы влияния. Согласно секретным протоколам пакта, Литва была закреплена за сферой влияния Германии, а Латвия и Эстония были закреплены за СССР. Различие может быть объяснено экономической зависимостью Литвы от Германии, на которую приходилось около 80 % внешней торговли Литвы, а после ультиматума Германии в 1939 году и захвата Мемеля Литва лишилась единственного морского порта. Кроме того, у Литвы и СССР не было общей границы.

### Вторая мировая война
1 сентября 1939 года Германия вторглась в Польшу. Вермахт оттеснил польские войска за черту, согласованную с СССР по пакту Молотова — Риббентропа. Немцы взяли под свой контроль Люблинское воеводство и восточное Варшавское воеводство. 17 сентября правительство Польши покинуло страну, и Красная Армия выдвинулась на линию соприкосновения с германскими войсками, заняв Вильнюсский край, который в соответствии с советско-литовскими договорами 1920 и 1926 годов должен был принадлежать Литве. Добившись от немцев пересмотра секретных протоколов к пакту Молотова — Риббентропа, 28 сентября 1939 года СССР подписал с Германией Договор о дружбе и границе. В секретном приложении к нему было оговорено, что для компенсации Советскому Союзу оккупированных немцами польских территорий Германия передаст Литву, за исключением окрестностей города Сувалки, в советскую сферу влияния. Обмен территориями также был мотивирован желанием СССР контролировать Литву, которая объявила Вильнюс своей столицей де-юре. В секретных протоколах и Советский Союз, и Германия четко признавали литовский интерес к Вильнюсу.

## Переговоры

### Начальная позиция
29 сентября, на следующий день после заключения Договора о дружбе и границе, Германия отменила запланированные переговоры с Литвой, а Советский Союз сообщил Литве, что хочет начать переговоры о будущих отношениях между двумя странами о разрешении статуса Виленского края. Министр иностранных дел Литвы Юозас Урбшис прибыл в Москву 3 октября. Во время встречи Иосиф Сталин лично проинформировал Урбшиса о советско-германских секретных протоколах и показал карты сфер влияния. Он потребовал, чтобы Литва подписала три отдельных договора, согласно которым:
1. будут созданы советские военные базы и в Литве будет размещено до 50 000 советских солдат (первоначальный пакт о взаимопомощи);
2. Литовская территория к западу от реки Шешупе будет передана нацистской Германии (в соответствии с соглашением между Германией и Советским Союзом в рамках Договора о дружбе и границе);
3. одна часть Виленского края будет присоединена к Литве.

Урбшис протестовал против советских баз, утверждая, что это будет означать фактическую оккупацию Литвы. Советская сторона утверждала, что защитит Литву от возможных нападений со стороны нацистской Германии и что аналогичный договор уже был подписан с Эстонией. Урбшис настаивал, что Литва желает сохранить нейтралитет, и предлагал усилить литовскую армию. По словам литовского бригадного генерала Мустейкиса, Урбшис заявил, что литовцы отказываются от Вильнюсского края, а также от советских гарнизонов, на что начавший нервничать Сталин ответил: «Независимо от того, возьмёте вы Вильнюс или нет, советские гарнизоны все равно войдут в Литву». Наконец, он согласился сократить численность размещаемых войск до 35 тысяч. Затем Урбшис также выторговал большее количество территорий в Виленском регионе, особенно в окрестностях Друскининкая и Швенчёниса, территорий с большим литовским населением. СССР согласился, что демаркация границ по мирному договору 1920 года было неточной и что белорусы также претендуют на эту территорию. Предварительно советская сторона согласилась с тем, что территории с преобладающим литовским большинством будут переданы Литве. Самым шокирующим требованием было уступить часть территории Литвы Германии. Литовцы решили отложить любые переговоры о передаче территории Германии до тех пор, пока немцы не выразят четких требований.

### Подписание договора

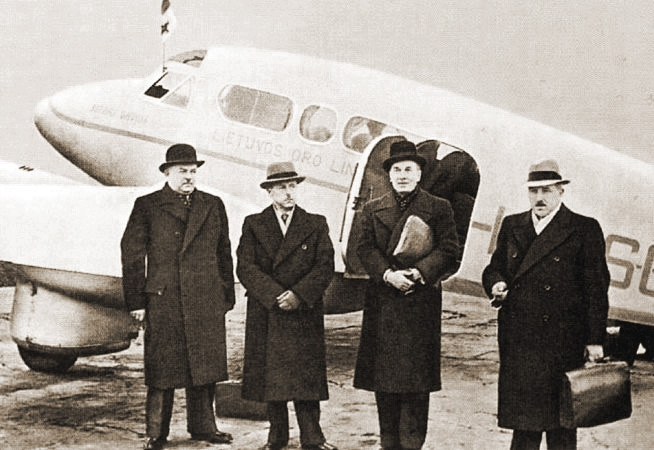
Литовская делегация перед вылетом в Москву 7 октября 1939 года. Урбшис третий слева.

Урбшис вернулся в Литву, чтобы проконсультироваться с правительством. Немецкие официальные лица подтвердили, что секретные протоколы действительны, и сообщили литовцам, что передача территории в Сувалках не является срочным вопросом. В конце концов, нацистская Германия продала эту территорию Советскому Союзу за 7,5 миллиона долларов 10 января 1941 года в рамках Германо-советского торгового соглашения. Литовцы в принципе согласились подписать договор о взаимопомощи, но делегации на переговорах было дано указание максимально сопротивляться советским базам. Взамен предлагались удвоение литовской армии, обмен военными миссиями и строительство укреплений на западной границе с Германией, аналогично линии Мажино во Франции. 7 октября литовская делегация в составе генерала Стасиса Раштикиса и вице-премьера Казиса Бисаускаса вылетела в Москву. Сталин отказался от предложенных альтернатив, но согласился сократить численность советских войск до 20 000 человек — примерно до размера всей литовской армии. Советская сторона желала подписать договор немедленно, чтобы отметить 19-ю годовщину мятежа Желиговского и потери Литвой Вильнюса. Политические митинги, организованные в Вильнюсе с требованием включения города в состав Белорусской Советской Социалистической Республики, оказали дополнительное давление на литовцев и подтолкнули их к сговорчивости. Тем не менее Урбшис отказался подписывать договор, и переговоры были снова прерваны.
В Литве президент Антанас Сметона сомневался в целесообразности приобретения Вильнюса за такую цену и обсуждал, можно ли прервать переговоры. Бизаускас утверждал, что отказ от договора не помешает Советскому Союзу осуществить свой план. Советский Союз уже угрожал Эстонии силой в том случае, если она откажется от договора о взаимопомощи, собирая войска на востоке Виленского края и в Латвии, возле северной границы Литвы. В таком свете правительство решило потребовать как можно больше территории в обмен на базы. Однако когда делегация вернулась в Москву, атмосфера изменилась: советская сторона стала негибкой, отказывалась от дальнейших переговоров. Она представила новый проект договора, который объединил пакт о взаимопомощи и передачу Вильнюса. У литовской делегации не осталось выбора. После подписания договора Сталин пригласил литовскую делегацию отметить это событие и посмотреть вместе с ним два фильма.
Урбшис проинформировал правительство Литвы о подписании договора только утром 11 октября — в то время, когда договор уже был опубликован советским информационным агентством ТАСС.

## Положения

Около пятой части Виленского края (темно-оранжевого цвета) было передано Литве в обмен на четыре советские военные базы (отмеченные звездочками) в соответствии с Договором о взаимной помощи.

### Статьи договора
Договор о взаимопомощи содержал девять статей:
- Статья I: Передача Виленского края и города Вильнюса Литве;
- Статья II: Взаимопомощь в случае нападения;
- Статья III. Советский Союз оказывает помощь литовской армии в поставках вооружений и техники;
- Статья IV. Советский Союз получает право разместить свои войска в Литве. Местонахождение баз определяется отдельным договором;
- Статья V: Координация действий в случае нападения;
- Статья VI: Обязательство не участвовать в союзах против другой стороны;
- Статья VII: Неприкосновенность суверенитета;
- Статья VIII. Статьи II—VII действительны в течение 15 лет с автоматическим продлением еще на 10 лет, в то время как передача Вильнюса является постоянной;
- Статья IX: Дата вступления в силу.

Договор также содержал секретное приложение, в котором указывалось, что СССР может размещать только войска численностью до 20 000 человек.

### Расположение советских войск
Договор не определил точное местонахождение советских баз, и советская делегация из 18 человек во главе с Михаилом Ковалёвым была отправлена в Литву для обсуждения деталей 22 октября. Литовцы стремились ограничить советские базы Вильнюсским краем и югом Литвы, предлагая Пабраде, Неменчине, Новое Вильно и Алитус. Они ни в коем случае не хотели допустить размещения базы в Жемайтии (западная Литва). Литовцы предпочитали, чтобы баз было меньше, но больших, без постоянных взлетно-посадочных полос для самолетов.
Первоначально советская сторона предлагала создать свои базы в Вильнюсе, Каунасе, Алитусе, Укмерге и Шяуляе.
Окончательное соглашение было подписано 28 октября, в тот же день, когда литовская армия вошла в Вильнюс. Накануне другое соглашение определило новую границу восточной Литвы: Литва получила 6739 квадратных километров (2602 кв. миль) территории с населением около 430 000 человек. Эта территория составляла около одной пятой Виленского края, признанного территорией Литвы по Советско-литовскому мирному договору 1920 года. Население Литвы достигло 3,8 миллиона человек.
Согласно окончательному соглашению, в Литве были созданы четыре военные базы с 18 786 военнослужащими из 16-о стрелкового корпуса, 5-й стрелковой дивизии и 2-й легкой танковой бригады. Базы были дислоцированы в Алитусе (пехотные, артиллерийские и механизированные подразделения с 8000 военнослужащими), Пренае (пехотные и артиллерийские подразделения с 2500 военнослужащими), Гайжюнае (механизированные и танковые подразделения с 3500 военнослужащими) и в Новом Вильно (штаб-квартира, пехотные и артиллерийские подразделения (4500 военнослужащих). Для сравнения: на 1 июня 1940 года в литовской армии было 22 265 солдат и 1728 офицеров. Во время строительства авиационных баз в Алитусе и Гайжюнае советские самолеты должны были быть размещены в Киртимае, в окрестностях Вильнюса. Окончательное расположение баз показало, что СССР был больше озабочен созданием кольца вокруг Каунаса, временной столицы Литвы, чем её защитой от возможного иностранного нападения.

### Экономические отношения
Одновременно с пактами о взаимопомощи советское правительство подписало с правительствами Эстонии (28 сентября), Литвы (15 октября), Латвии (18 октября) торговые соглашения, компенсировавшие им утрату части западных рынков, гарантируя поставки сырья и оборудования из СССР и закупку продукции их промышленности и сельского хозяйства для нужд СССР.

## Последствия

### Международная и внутренняя реакция
Пакты о взаимопомощи СССР и прибалтийских государств были официально зарегистрированы в Лиге Наций (с Эстонией — 13 октября 1939 года, с Латвией — 06 ноября 1939 года; регистрация советско-литовского договора была заблокирована Великобританией и польским правительством в изгнании из-за несогласия о государственной принадлежности Вильно и Виленской области).
Договор был представлен советской прессой как доказательство советского уважения к малым народам и доброжелательности Сталина. Подчеркивалось, что уже во второй раз Советский Союз отдал Вильнюс Литве, в то время как Лига Наций не смогла стать посредником в польско-литовском споре. Также выражалось желание убедить литовцев в том, что советская дружба является эффективной защитой и желанной альтернативой нацистской агрессии.
Польское правительство в изгнании официально опротестовало договор, на что литовцы ответили, что регион юридически является частью Литвы. Поляки были возмущены, и как только Красная Армия покинула Вильнюс, вспыхнули антилитовские беспорядки.
Франция и Великобритания, традиционные союзники Польши, также осудили договор. Белорусские активисты, которые выступали за включение Вильнюса в состав Белорусской Советской Социалистической Республики, были арестованы. Передача Вильно Литве положила конец их национальным устремлениям позиционировать Беларусь как преемника Великого княжества Литовского (см. Белорусско-литовская дискуссия о Великом княжестве Литовском). Ожидалось, что отношения Литвы с Ватиканом улучшатся, поскольку Виленский край предназначался Польше Конкордатом 1925 года.
Литовские политики попытались представить обретение Вильнюса как крупную дипломатическую победу. Союз националистов Литвы, правящая политическая партия в Литве после переворота 1926 года, использовал празднование возвращения города, чтобы повысить свой престиж и популярность. Правительство подчеркивало свою компетентность, а оппозиция подчеркивала советскую щедрость. Хотя политики публично хвалили Советский Союз и иронизировали над «традиционной советско-литовской дружбой», в частном порядке они понимали, что этот договор представляет собой серьезную угрозу независимости Литвы. Популярное отношение нашло отражение в известном лозунге «Vilnius — mūsų, Lietuva — rusų» (в переводе с лит. «Вильнюс — наш, а Литва — русская»). После подписания договора Литва утратила нейтралитет и не могла самостоятельно осуществлять свою внешнюю политику.

### В Виленском крае

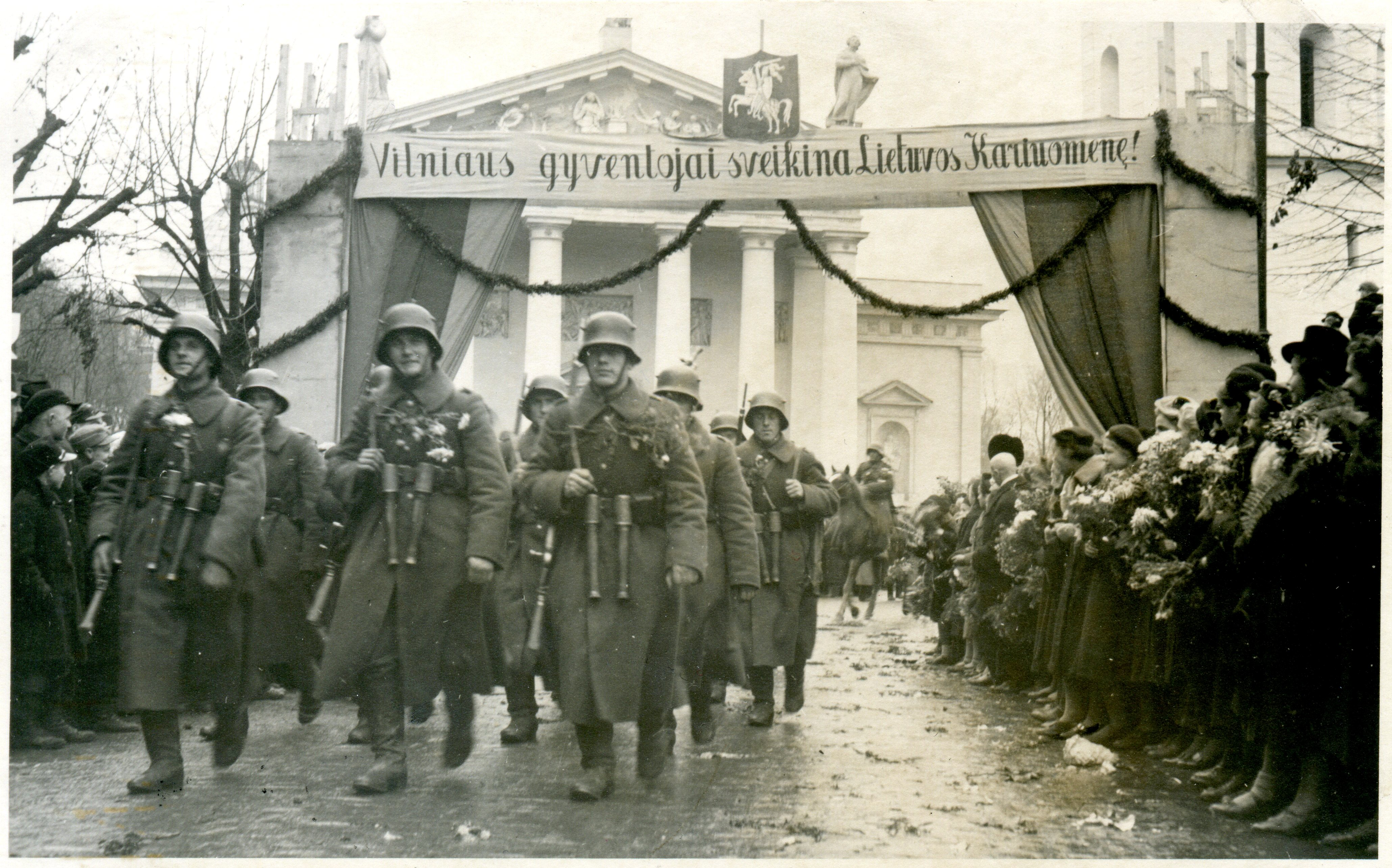
Литовские войска вступают в Вильнюс

28 октября литовская армия вступила в Вильнюс впервые с 1920 года. Прежде чем передать город литовцам, СССР вывез на свою территорию всё ценное: оборудование заводов (включая «Электрит») и больниц, транспортные средства и поезда, предметы культуры. После ухода Красной Армии польские жители, считая сделку предательством Польши, протестовали против правительства Литвы. 30 октября — 1 ноября, когда цена на хлеб неожиданно выросла, столкновения между местными коммунистами и поляками превратились в бунт против еврейского населения. Многие еврейские магазины были ограблены, 35 человек получили ранения. Евреи обвинили литовскую полицию в бездействии и сочувствии польским мятежникам. Подавить беспорядки помогли советские солдаты.
Полученная территория представляла собой экономическую проблему для Литвы: была безудержная безработица, не хватало продовольствия, в город стекались беженцы с других бывших польских территорий. Литовская армия начала кормить жителей Вильнюса, раздавая до 25 000 ежедневных порций горячего супа и хлеба в день. Правительство Литвы обменяло польские злотые на литовские литы по выгодной цене, потеряв более 20 миллионов литов. Оно также решило провести земельную реформу, аналогичную земельной реформе, проведенной в 1920-х годах: национализировать большие поместья и распределить землю среди безземельных крестьян в обмен на выкупные взносы, подлежащие уплате через 36 лет. Политики надеялись, что такая реформа ослабит пропольских помещиков и заслужит лояльность крестьян к литовскому государству. К марту 1940 года было распределено 90 поместий и 23 000 гектаров. Власти Литвы приступили к литуанизации культурной жизни в Виленском крае. Они закрыли многие польские культурные и образовательные учреждения, в том числе университет имени Стефана Батория, в котором обучалось более 3000 студентов. Литовцы стремились внедрить литовский язык в общественную жизнь и спонсировали литовские организации и культурные мероприятия.

### В Литве
Будущее Виленского края вызвало трения между политическими и военными лидерами в Литве. Поскольку первые советские войска двинулись в Литву 14 ноября, правительство, включавшее четырех генералов, подало в отставку. Новый гражданский кабинет, возглавляемый противоречивой фигурой Антанаса Меркиса, был сформирован 21 ноября. Литовцы тщательно следили за соблюдением буквы договора и не давали повода обвинить их в нарушениях договора. Однако в целом политика Литвы была недружественной: в период советско-финляндской войны 1939—1940 годов правительство содействовало отправке добровольцев и сбору средств в поддержку финляндской армии. В прессе велась антисоветская пропаганда, с призывами «сбросить советские гарнизоны в море».
Ультиматум 14 июня 1940 года Литве был выдвинут в тот же день, когда внимание всего мира было сосредоточено на падении Парижа во время битвы за Францию. СССР обвинил Литву в нарушении договора и потребовал формирования нового правительства, которое будет неукоснительно соблюдать Договор о взаимопомощи и разрешит ввод в Литву дополнительного контингента советских войск. При наличии советских баз в стране было невозможно организовать военное сопротивление. Германия, к которой правительство Литвы обратилось за помощью, в ней отказало. Поэтому ультиматум был принят, произошло назначение нового просоветского правительства и объявлены выборы в Народный Сейм. Провозглашенная Литовская Советская Социалистическая Республика была включена по просьбе избранного Народного Сейма в состав Советского Союза 3 августа 1940 года.